# Karl Olsvig
Karl Emil Kasper Olsvig (* 15. Juni 1879 in Qasigiannguit; † 11. Dezember 1957 ebenda) war ein grönländischer Landesrat.

## Leben
Karl Olsvig war der Sohn des Matrosen Frederik Ferdinand Olsvig (1848–1900) und seiner Frau Johanne Kristine Marie Dorthea Kaspersen (1855–1933). Er heiratete am 27. April 1902 in Qasigiannguit Marie Katrine Antonette Petersen (1882–1959), Tochter von Pavia Pele Jakob Mikkel Petersen und seiner Frau Augusta Frogsine Mariane. Damit war er ein Schwager des Landesrats Julius Petersen.
Er war Arbeitsvorsteher in Qasigiannguit. Bei den Sitzungen 1930 und 1932 vertrat er Pavia Jensen im nordgrönländischen Landesrat. Er starb 1957 im Alter von 78 Jahren in seiner Heimatstadt.